# A View to a Kill
A View to a Kill is de veertiende film in de James Bondserie, geregisseerd door John Glen. De film werd uitgebracht in 1985. Het was de zevende en tevens laatste film waarin de rol van agent 007 werd vertolkt door Roger Moore.

## Verhaal
Bond is in Siberië op zoek naar het dode lichaam van agent 003 en een uit de Sovjet-Unie afkomstige microchip die deze op zak heeft. Later blijkt dat een exacte kopie te zijn van een microchip van 'Zorin Industries'. Bond moet de onverklaarbare dood van agent 003 onderzoeken en diens werk afmaken. Zorin Industries is zijn enige aanknopingspunt.
Bond trekt samen met M en Miss Moneypenny naar Ascot Racecourse om daar Max Zorin te volgen, de eigenaar van 'Zorin Industries'. Zorin heeft duidelijk een passie voor paarden en blijkt ook een manier gevonden te hebben om zijn eigen paard dat meeloopt in de race te laten winnen. Paardentrainer Sir Godfrey Tibbett vermoedt dat Zorin een soort drug gebruikt om zijn paard sneller te laten lopen, doch het paard testte negatief na een dopingcontrole. Via Tibbett ontmoet 007 Achille Aubergine. Deze weet ook nog niet hoe het paard van Zorin de race kon winnen, maar geeft aan daar binnenkort onderzoek naar te gaan doen. Aubergine wordt echter tijdens een diner in de Eiffeltoren vermoord door May Day, de rechterhand en minnares van Zorin, vooraleer hij zijn kennis met Bond kan delen. 
Bond komt nog wel te weten dat er binnenkort een verkoop van paarden plaatsvindt in de stallen van Zorin en ziet hierin een mogelijkheid om dichter bij Zorin te komen. Hij geeft zich uit voor een rijke paardenliefhebber en kan onder een valse naam logeren in het gastenverblijf van Zorin. Wanneer Bond en Tibett daar inbreken in het lab van Zorin, ontdekken ze het geheim waardoor Zorins paard steeds alle races wint. Via een ingeplante en op afstand bestuurbare microchip krijgt het paard een drug toegediend op het moment dat de eindsprint in de race bereikt wordt. Tibett wordt even later vermoord door May Day. Zij probeert ook Bond te vermoorden door de auto waar hij in zit in een meer te dumpen, maar dat mislukt doordat Bond onder water extra zuurstof haalt uit een van de autobanden. May Day en Zorin denken dat Bond dood is en rijden weg. Generaal Gogol van de KGB geeft Zorin een berisping, omdat hij vooraf geen toestemming heeft gevraagd om Bond te doden.
De valsspelerij valt echter in het niet bij Zorins grote plan. In zijn blimp onthult hij aan een aantal investeerders dat hij Silicon Valley van de kaart wil vegen, omdat Zorin Industries zo een monopolie zal verkrijgen op de microchip-markt. Zijn plan omvat het met water volpompen van de San Andreasbreuklijn. Twee bommen moeten die breuklijn openbreken en een aardbeving veroorzaken, zodat Silicon Valley overstroomt. Dat hierbij vele doden zullen vallen kan superschurk Zorin niets schelen. 
CIA-agent Chuck Lee vertelt aan Bond dat Zorin het resultaat is van experimenten met steroïden van de voormalige naziwetenschapper Carl Mortner, die tegenwoordig Zorins lijfarts is. Bond onderzoekt een booreiland waarvan Zorin de eigenaar is en komt hier in contact met KGB-agente Pola Ivanova, die stiekem een gesprek van Zorin opneemt. Bond verwisselt de tapes en luistert het gesprek af. Het blijkt dat Zorin de geologe Stacey Sutton in zijn macht heeft en haar probeert af te kopen. Bond zoekt Sutton in haar huis op, waarna ze samen door Zorin worden overvallen. Zorin slaagt er bijna in hen te doden, maar ze weten in een brandweerwagen de stad uit te vluchten.
Bond weet hierna samen met Sutton vermomd in de ondergrondse mijnen van Zorin te infiltreren. May Day kiest Bonds kant als ze doorheeft dat Zorin haar alleen maar gebruikt heeft. May Day offert haar eigen leven op om te voorkomen dat de mijn volledig wordt opgeblazen. Uiteindelijk gaat Bond de finale strijd aan met Zorin, Scarpine en Mortner op de Golden Gate Bridge van San Francisco, waarbij de blimp in brand vliegt en de schurken het leven laten. Bond vindt ook Sutton terug.
Generaal Gogol verleent aan Bond de Leninorde. Hij is Bond zeer erkentelijk, omdat het ook voor Rusland heel nadelig had uitgepakt als Zorins plan om Silicon Valley onder te laten lopen zou zijn geslaagd.

## Oorsprong titel
De titel van de film is afgeleid van From a View to a Kill, een kort verhaal van Ian Fleming uit de verhalenbundel For Your Eyes Only. In het Nederlands is dit verhaal uitgebracht onder de titel Van een blik tot een moord. Dit verhaal speelde in Parijs, waar Bond in de film ook naartoe gaat. 
De titel komt terug in een stukje dialoog in de film, waarin Max Zorin en May Day vanuit hun blimp neerkijken op San Francisco:
May Day: What a view!
Zorin: To a kill!

## Filmlocaties
- Jökulsárlón in IJsland
- Amberly in Londen, Engeland
- Ascot, Engeland
- straten en Seine in Parijs, Frankrijk
- Eiffeltoren in Parijs
- Restaurant Jules Verne in de Eiffeltoren
- Kasteel van Chantilly in Chantilly
- straten van San Francisco, Verenigde Staten
- Stadhuis van San Francisco
- Golden Gate Bridge in San Francisco
- Dunsmuir House in Oakland

## Trivia
- Moore werd 57 jaar tijdens de opnames en vond zichzelf inmiddels te oud voor de rol van Bond. Vandaar dat dit de laatste Bond-film met Moore is.
- Ook Lois Maxwell keert na deze film niet meer terug als Miss Moneypenny.
- Zanger/acteur David Bowie en Sting zijn eerst benaderd voor de rol van Max Zorin.
- De opnamestudio's voor de Bondfilm werden helemaal vernield tijdens een brand. Binnen de 4 maanden werden ze opnieuw gebouwd. Ze kregen toen de naam "The Albert R. Broccoli 007 Stage".
- De Rolls Royce Silver Cloud II die in de film gebruikt is, is de eigen auto van Cubby Broccoli.

Als Jones 007 tegenkomt op de trappen in de Eifeltoren, zegt ze "Strange, i've seen that face before". Dit is een nummer van haar als zangeres.

## Rolverdeling
| Acteur             | Personage                      |
| ------------------ | ------------------------------ |
| Roger Moore        | James Bond                     |
| Lois Maxwell       | Miss Moneypenny                |
| Desmond Llewelyn   | Q                              |
| Robert Brown       | M                              |
| Christopher Walken | Max Zorin                      |
| Tanya Roberts      | Stacey Sutton                  |
| Grace Jones        | May Day                        |
| Walter Gotell      | Generaal Gogol                 |
| Geoffrey Keen      | Frederick Gray                 |
| Patrick Macnee     | Sir Godfrey Tibbett            |
| Patrick Bauchau    | Scarpine                       |
| Willoughby Gray    | Dr. Carl Mortner               |
| David Yip          | Chuck Lee                      |
| Fiona Fullerton    | Pola Ivanova                   |
| Alison Doody       | Jenny Flex                     |
| Papillon Soo       | Pan Ho (als Papillon Soo Soo)  |
| Manning Redwood    | Bob Conley                     |
| Jean Rougerie      | Achille Aubergine              |
| Mary Stävin        | Kimberly Jones                 |
| Joe Flood          | Amerikaanse politie-inspecteur |
| Dolph Lundgren     | Venz                           |

## Filmmuziek
De titelsong van de film, A View to a Kill, werd gezongen door Duran Duran en haalde de eerste plaats in de Amerikaanse hitlijsten. Het was het laatste nummer dat de vijf leden van Duran Duran samen opnamen voor een lange tijd. Pas in 2001 kwamen ze terug samen.
De filmmuziek werd gecomponeerd door John Barry.
1. Main Title - A View to a Kill
2. Snow Job
3. May Day Jumps
4. Bond Meets Stacey
5. Pegasus' Stable
6. Tibbett Gets Washed Out
7. Airship to Silicon Valley
8. He's Dangerous
9. Bond Underwater
10. Wine With Stacey
11. Bond Escapes Roller
12. Destroy Silicon Valley
13. May Day Bombs Out
14. Golden Gate Fight
15. End Title - A View to a Kill